# Уго Тіберіо
Уго Тіберіо (італ. Ugo Tiberio, 19 серпня 1904, Кампобассо - 17 травня 1980, Ліворно) — італійський морський офіцер та інженер.

## Біографія
Уго Тіберіо народився 19 серпня 1904 в Кампобассо. Під впливом свого дядька по материнській лінії Вінченцо Де Фео обрав військову кар'єру. У 1927 році закінчив університет Неаполя за спеціальністю інженерія. У 1932 році закінчив Вищу школу інженерії у Римі за спеціальністю електротехніка. Протягом 1934-1935 проходив військову службу за призовом в італійській армії у званні молодшого лейтенанта. У 1935 році перевівся на у флот, де у званні лейтенанта ніс службу в корпусі морських озброєнь.
У 1936 році Уго Тіберіо разом зі своїм колегою, професором Нелло Каррара, розробив перший італійський радар «EC1». Того ж року вийшов у відставку, але у 1937 році знову був призваний на військову службу. Працював у Королівському інституті електротехніки і зв'язку на флоті (італ. Regio Istituto Elettrotecnico e delle Comunicazioni della Marina) до 1943 року. Одночасно Протягом 1937-1953 років працював у Військово-морській академії в Ліворно. У 1938 році отримав звання капітана. З 1940 року викладав в університеті Палермо.
Уго Тіберіо наполегливо працював над вдосконаленням радара. Йому вдалось вирішити теоретичну задачу обчислення інтенсивності відбитого радіосигналу, зробивши істотний внесок у розробку радіолокаційного рівняння, яке він описав у статті, опублікованій у 1939 році. Також він запропонував використовувати ефект Доплера для знаходження місця розташування транспортних засобів. Результатом цих досліджень стало створення радара EC3/ter «Gufo».
Проте Уго Тіберіо мав мізерні кошти та дуже мало співробітників. Вище командування Збройних сил (і зокрема Королівського флоту, єдиного, хто туманно розумів важливість цього типу пристрою) не вважали за доцільне виділяти кошти чи навіть персонал на розробку. Лише в 1938 році до нього приєдналося обмежене коло співробітників. Однак розробка нового пристрою була другорядною  роботою порівняно з основними обов'язками. Його дослідницька діяльність проходила зі значними труднощами. У нього була суперечка з адміралом Анджело Якіно, який на той час командував Військово-морською академією, і заявляв, що «ви не можете воювати вночі на морі». Після цієї суперечки Уго Тіберіо було наказано припинити роботи з вдосконалення радара. Лише після розгрому італійського флоту в бою біля мису Матапан у березні 1941 року, де британці вперше використали радар, про Тіберіо знову згадали. Його негайно викликали до верховного командування та попросили якнайшвидше створити «пристрій, що бачить кораблі вночі». Було замовлено 50 радарів типу «Gufo» і 150 досконалішого типу «Folaga». Проте до моменту капітуляції Італії 9 вересня 1943 року було виготовлено лише 13 і 4 радари відповідно.
Після закінчення війни виявилось, що радари, розроблені Уго Тіберіо, були ефективніші, ніж британські.
Після перемир'я Уго  Тіберіо, який все ще служив у Військово-морській академії (яку після бомбардування Ліворно було переведено до Венеції), разом з рештою персоналу академії та курсантами відплив до Бріндізі на півдні Італії, контрольованої союзниками. У вересні 1944 року був звільнений зі служби. 
Після війни Уго Тіберіо продовжив свою дослідницьку роботу в галузі прикладної електроніки, телекомунікацій, розповсюдження електромагнітного випромінювання та біоінженерії, опублікувавши численні есе та праці. У 1955 році йому було присвоєно звання лейтенант-полковника військово-морського резерву Корпусу морських озброєнь. Він викладав електротехніку в університеті Кальярі з 1947 року, теорію електромагнітних хвиль в університеті Неаполя з 1953 року і, нарешті, радіочастотну інженерію в університеті Пізи з 1954 по 1979 рік, коли він вийшов на пенсію. 
Помер у Ліворно в 1980 році.

### Приватне життя
У червні 1940 року, за кілька днів до вступу Італії у Другу світову війну, Уго Тіберіо одружився з Ноемі Фонтана (італ. Noemi Fontana), яка, однак, раптово померла незабаром після їхнього весілля. У жовтні 1942 року він повторно одружився з Б'янкою Марією Валентині (італ. Bianca Maria Valentini), яка народила йому двох дітей (Паоло, 1943 року народження, та Роберто, 1946 року народження).

## Вшанування
На честь Уго Тіберіо названий Морський технічний інститут Термолі (італ. Istituto Tecnico Nautico di Termoli), будівля електротехнічної та телекомунікаційної лабораторій «Промислового технічного інституту Г. Марконі», а також Фонд, який має на меті поширення культури та знань у галузі радіолокації та телеметрії.
З нагоди 150-річчя об’єднання Італії постать Уго Тіберіо була включена до тому Міністерства освіти та інновацій під назвою: «Слуги держави – сто п’ятдесят біографій» під редакцією Гвідо Меліса (італ. Guido Melis) з передмовою міністра Ренато Брунетти.

## Нагороди
- Кавалер Ордена Корони Італії